# Rørtang
 Denne artikel omhandler et stykke værktøj. Opslagsordet har også en anden betydning, se Rørtang (Helsingør).
En rørtang er en tang med indstillelige kæber, således udformet at grebet strammes, når justeringsringen vrides i den ene retning.
Rørtangen blev opfundet år 1888 af Johan Petter Johansson fra værktøjsfirmaet Bahco.